# 扎门乌德县
扎门乌德，意为“道路之门”，全称“扎门乌德县”，是蒙古国南部东戈壁省的一座城镇，与中华人民共和国交界，邻近中国边境的二连浩特，是蒙古纵贯铁路自中国进入蒙古国后的第一站。民国时称乌德，2004年，蒙古国在此处建立了自由贸易区。扎门乌德被称为“蒙古国的小香港”。
2014年7月3日，中國駐扎門烏德總領事館开馆。